# Svetislav Verkić
Svetislav Verkić (serbisch-kyrillisch Светислав Веркић; * 11. Juni 1981 in Novi Sad, SFR Jugoslawien) ist ein serbischer Handballspieler.

## Karriere

### Verein
Der 1,89 m große Torwart gewann mit dem RK Jugović Kać den EHF Challenge Cup 2000/01. Mit RK Vojvodina nahm er an der EHF Champions League 2005/06 und am EHF-Pokal 2005/06 teil. Mit RK Roter Stern Belgrad wurde er 2007 serbischer Meister. In Portugal stand er für Madeira Andebol SAD im Tor. Nach einem Jahr in Norwegen bei Oppsal IF wechselte Verkić in die Slowakei zu HT Tatran Prešov, mit dem er viermal in Folge das slowakische Double gewann. In der Saison 2015/16 spielte er für den deutschen Bundesligisten ThSV Eisenach, mit dem er am Saisonende in die 2. Bundesliga abstieg. Daraufhin unterschrieb er beim Bundesligisten MT Melsungen. Nach einem Jahr kehrte er zum RK Vojvodina zurück, mit dem er 2018, 2019, 2021 und 2022 die Meisterschaft und 2019, 2020 und 2021 den Pokal gewann. In der Saison 2022/23 spielte er in Israel für Hapoel Ashdod.

### Nationalmannschaft
In der serbischen Nationalmannschaft debütierte Verkić im Alter von 36 Jahren am 4. April 2018 gegen Deutschland in Leipzig. Bei der Weltmeisterschaft 2019 kam er in vier Spielen zum Einsatz und belegte mit Serbien den 18. Platz. Er bestritt mindestens elf Länderspiele.

## Privates
Verkić ist verheiratet und hat einen Sohn und eine Tochter.